# Cubonia
Cubonia is een geslacht van schimmels behorend tot de familie Caliciaceae. De typesoort is Cubonia brachyasca.

## Soorten
Volgens Index Fungorum telt het geslacht vier soorten (peildatum maart 2023):
| Soortnaam               | Auteur(s)                     | Publicatiejaar |
| ----------------------- | ----------------------------- | -------------- |
| Cubonia brachyasca      | (Marchal) Sacc.               | 1889           |
| Cubonia fusca           | (P. Crouan & H. Crouan) Boud. | 1907           |
| Cubonia hyracis         | Faurel & Schotter             | 1965           |
| Cubonia niepolomicensis | Rouppert                      | 1908           |